# Острогский, Лев Леонидович
Лев Леонидович Острогский — советский хозяйственный, государственный и политический деятель.

## Биография
Родился в 1914 году в Кондрове. Член ВКП(б) с 1940 года.
С 1939 года — на хозяйственной, общественной и политической работе. В 1939—1968 гг. — работник Каменской целлюлозно-бумажной фабрики, на партийной работе в аппарате Калининского обкома КПСС, первый секретарь Каменского, Кимрского райкомов ВКП(б), заведующий отделом тяжелой промышленности Калининского областного комитета партии, секретарь Калининского обкома КПСС, первый секретарь Калининского горкома КПСС, заведующий отделом коммунального хозяйства исполкома Совета депутатов трудящихся, заместитель управляющего трестом «Мелиоводстрой».
Избирался депутатом Верховного Совета РСФСР 5-го созыва.
Умер в 1968 году в Калинине.